# Mokřadka Douglasova
Mokřadka Douglasova

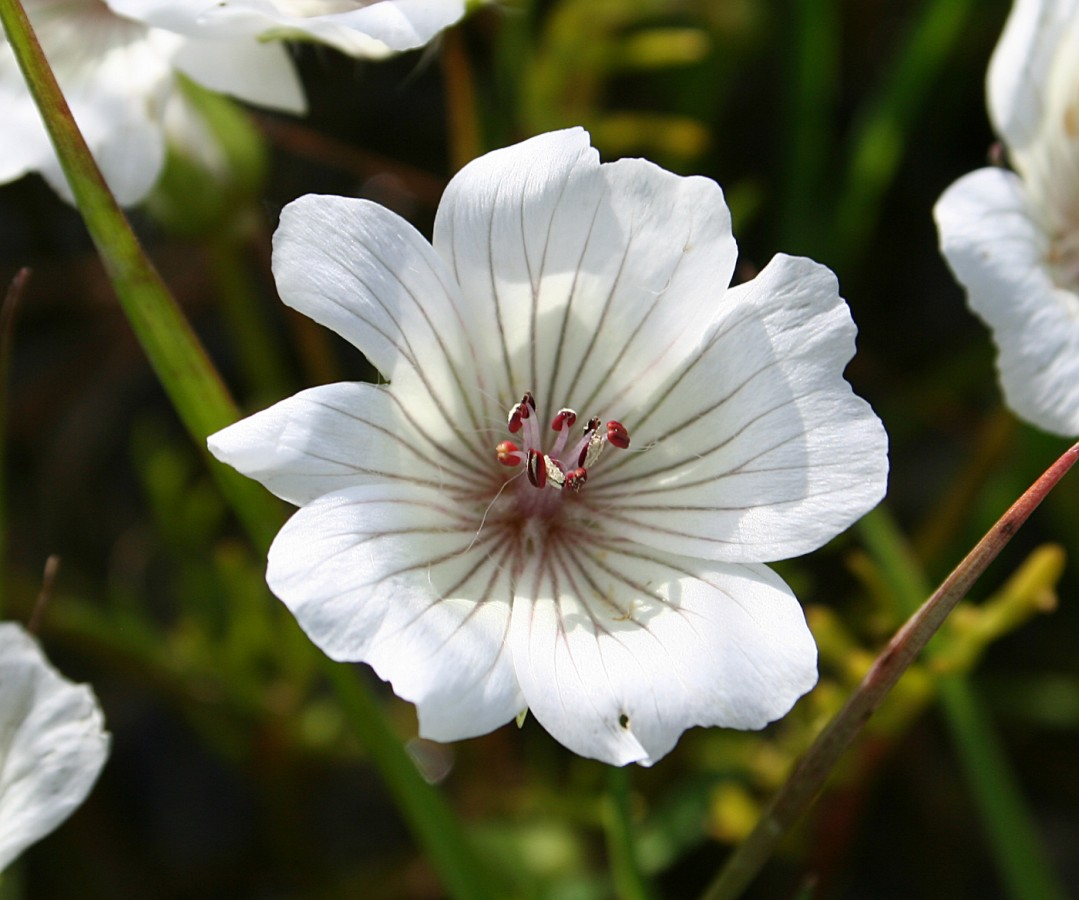
Květ mokřadky Douglasovy (Limnanthes douglasii)

(Limnanthes douglasii), někdy uváděná pod názvem voďankovec Douglasův, je vlhkomilná, jednoletá rostlina ozdobná květem z čeledi mokřadkovitých.

## Rozšíření
Pochází ze Severní Ameriky, kde nejčastěji vyrůstá v propustné vlhké půdě poblíž řek a potoků, neroste ale v trvale zamokřených bahniskách. Je nejvíce rozšířenější na severozápadě Spojených států ve státě Oregon a na jihozápadě v Kalifornii. Jako okrasná rostlina je v Severní Americe často pěstována.

## Popis
Je to jednoletá bylina s poléhavými lodyhami dlouhými až 100 cm nebo vystoupavými do výšky 15 až 30 cm. Lodyha je křehká, nevětvená a vyrůstají z ní střídavě listy bez palistů. Čepele listů jsou veliké 7 až 13 cm, bývají lineární, vejčité nebo široce vejčité a okraje mívají 2 až 3 laloky.
Jednotlivě vyrůstající oboupohlavné květy bez listenů bývají bílé barvy s výrazným žloutkově žlutým nebo medově hnědým okem, některé jsou jen čistě bílé nebo bílé s hnědými pásky. Volných kališních lístků dlouhých 5 až 15 mm bývá 4 až 5, stejně jako zkroucených korunních lístků velkých 10 až 18 mm. Tyčinek bývá 10 a jsou dlouhé 5 až 8 mm, prašníky jsou žluté, růžové nebo smetanově bílé. Pestík má jednu srostlou gynobazickou čnělku. Květy kvetoucí v květnu až srpnu opylují převážně včely, velký obsah nektaru láká i jiný hmyz. Plody dozrávají v červenci až říjnu, jsou to hnědé až černé vejčité oříšky o průměru 2,5 až 5 mm. V květu uprostřed kalichu je 5 plodů které po dozrání odpadnou. Semena jsou drobná, asi 140 ks váží 1 gram.

## Využití
Využívá se jako okrasná půdopokryvná rostlina, letnička. Vysévá se v místech s vlhkou písčitou nebo hlinitou půdou, jinak vyžaduje pravidelnou zálivku. Preferuje otevřenou, sluncem ozářenou polohu. Používá se nejčastěji jako obruby k chodníkům nebo ke kamenům. Velice dobře se množí semeny, kterými se také rozšiřuje do blízkého okolí. Podržují si klíčivost i tři roky. Na původním stanovišti se příští rok znovu sama obnovuje, pro zajištění hojného počtu květů je nutno mladé semenáčky vyjednotit. Je vhodnou rostlinou i k zarytí pro podzimní zelené hnojení.

## Taxonomie
Mokřadka Douglasova má pět poddruhů, které se odlišují barvou, velikostí květních obalů a reprodukčních orgánů květů.
- Limnanthes douglasii R. Br. subsp. douglasii
- Limnanthes douglasii R. Br. subsp. nivea (C. T. Mason) C. T. Mason
- Limnanthes douglasii R. Br. subsp. rosea (Benth.) C. T. Mason
- Limnanthes douglasii R. Br. subsp. striata (Jeps.) Morin
- Limnanthes douglasii R. Br. subsp. sulphurea (C. T. Mason) C. T. Mason